# Dolichoderus moggridgei
Dolichoderus moggridgei är en myrart som beskrevs av Auguste-Henri Forel 1886. Dolichoderus moggridgei ingår i släktet Dolichoderus och familjen myror.

## Underarter
Arten delas in i följande underarter:
- D. m. bicolor
- D. m. lugubris
- D. m. moggridgei